# بو-بو خرسه
بو-بو خرسه (انگلیسی: Boo-Boo Bear) یا به‌طور مختصر بو-بو، نام یک خرس انسان‌واره داستانی و دوست و دستیار «یوگی» است.
او یک توله‌خرس قهوه‌ای‌رنگ است که پاپیون بنفش‌رنگ می‌زند و دائماً تلاش می‌کند تا یوگی را از دردسر و کارهای اشتباهش دور نگه دارد.
صداپیشگیِ بو-بو در نسخهٔ فارسی، توسطِ مهدی آژیر انجام شده بود.